# 仲石伴
仲 石伴（なか の いわとも）は、奈良時代の貴族。姓は真人。最終官位は従四位下・左勇士率。
薗田香融など、父母不明の皇族で臣籍降下して藤原朝臣を賜姓され、藤原仲麻呂の養子となった石津王と同一人物であるという説を唱えるものもある。

## 石津王の経歴
孝謙朝の天平勝宝元年（749年）無位から従五位下に直叙され、天平勝宝5年（753年）紀伊守に任ぜられる。天平勝宝9歳（757年）藤原朝臣姓を賜姓された上で大納言・藤原仲麻呂の養子となり臣籍降下する。石津王については以上の記録しか存在していない。

## 仲石伴の経歴
仲真人石伴の初見は『続日本紀』天平宝字3年（759年）の記事であり、淳仁天皇の父である舎人親王が崇道盡敬皇帝の尊号を追贈された際に、石伴は従五位下から従四位下に昇進している。この時に舎人親王の孫が二世王待遇となって従四位下に叙せられていることから、同様に石伴も舎人親王の孫である可能性もある。石伴は藤原仲麻呂の娘を妻としており、仲麻呂政権下で河内守や右虎賁衛督・左勇士率と武官を歴任した。
またこの間の、天平宝字5年（761年）には第14次遣唐使の遣唐大使に任ぜられている。しかし、天平宝字6年（762年）3月に遣唐副使が石上宅嗣から藤原田麻呂に交代する体制の変更があり、さらに安芸国から難波江口（淀川河口）に到着した遣唐使船が破損したため、遣唐使の規模を縮小せざるを得なくなり、石伴に替わって遣唐判官・中臣鷹主が遣唐大使となっている。
天平宝字8年（764年）に発生した藤原仲麻呂の乱では仲麻呂と行動を共にし、近江国で敗死した。

## 官歴
『続日本紀』による。

### 石津王
- 天平勝宝元年（749年） 10月25日：従五位下（直叙）
- 天平勝宝5年（753年） 4月22日：紀伊守
- 天平勝宝9歳（757年） 正月9日：臣籍降下（藤原朝臣）

### 仲石伴
- 天平宝字3年（759年） 6月16日：従四位下（越階）
- 天平宝字4年（760年） 正月16日：河内守
- 時期不詳：右虎賁衛督
- 天平宝字5年（761年） 10月22日：遣唐大使
- 天平宝字8年（764年） 正月21日：左勇士率